# Radek Jaroš

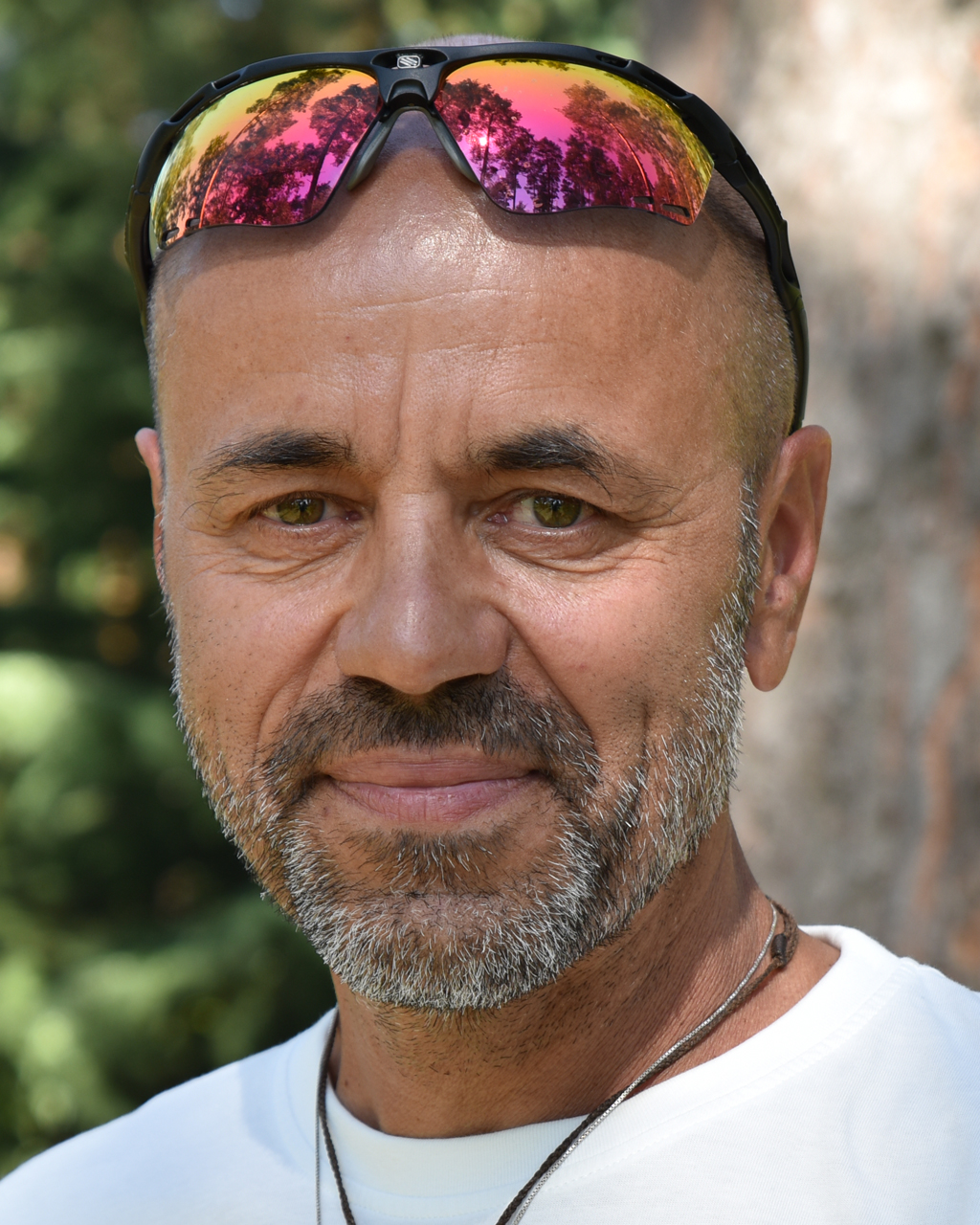
Radek Jaroš (2023)

Radek Jaroš (* 29. April 1964 in Nové Město na Moravě) ist der einzige tschechische Bergsteiger, der alle 14 Achttausender bestiegen hat.

## Achttausender-Besteigungen
- 19. Mai 1998: Mount Everest[1] ohne Flaschensauerstoff oder Hilfe von Höhenträgern[2]
- 2001: Anstieg zum K2 bis auf 8000 m auf der Abruzzi-Route[2]
- 14. Mai 2002: Kangchendzönga[3] ohne Flaschensauerstoff oder Hilfe von Höhenträgern[2]
- 2003: Versuch am K2[4]
- 18. Juli 2003: Broad Peak[5]
- 10. April 2004: Cho Oyu[6]
- 9. Oktober 2004: Shishapangma[7]
- 28. Juni 2005: Nanga Parbat[8]
- 1. Mai 2008: Dhaulagiri[9]
- 21. Mai 2008: Makalu[9]
- 29. April 2008: Manaslu[9]
- 17. Juli 2010: Gasherbrum II[10]
- 28. Juli 2010: Hidden Peak[11][12]
- 19. Mai 2011: Lhotse[13]
- 6. Mai 2012: Annapurna[14]
- 26. Juli 2014: K2[15]